# Adolf Berdien
Adolf Berdien (* 9. Februar 1876 in Restorf; † 21. September 1954 in Lüchow) war ein deutscher Dirigent, Heeresobermusikinspizient der deutschen Wehrmacht und Professor an der Staatlichen akademischen Hochschule für Musik in Berlin. Berdien ist vor allem durch seine zahlreichen Schallplattenaufnahmen der Märsche und anderen konzertanten Blasmusikstücke bekannt.

## Biografie

### Kaiserheer
Adolf Berdien wurde am 9. Februar 1876 in Restorf geboren. Im Alter von 18 Jahren trat er am 3. Juli 1894 seinen Dienst beim Infanterie-Regiment Prinz Moritz von Anhalt-Dessau (5. Pommerschen) Nr. 42 an, dessen Garnisonsstadt damals Stralsund war. Seine Hauptinstrumente waren Fagott und Klavier. Am 1. April 1902 wurde er an die Königliche akademische Hochschule für Musik in Charlottenburg abkommandiert. An der Hochschule für Musik begann er sein Studium, das Berdien am 22. März 1905 mit der Musikmeisterprüfung absolvierte. Nach einem kurzzeitigen Aufenthalt in seinem Regiment wurde er am 1. Juli 1905 zum Stabshoboisten befördert und wechselte zum 6. Lothringischen Königs-Infanterie-Regiment Nr. 145 nach Metz. Da in der Stadt bereits 15 Musik- und Trompeterkorps stationiert waren, trug das zu dem Erfahrungsaustausch zahlreicher Stabshoboisten der Garnison, unter denen jetzt auch Berdien war, bei. Am 1. April 1909 erfolgte die Versetzung Berdiens nach Posen, wo er die Musikmeisterstelle beim 2. Niederschlesischen Infanterie-Regiment Nr. 47 übernahm. Er setzte die Tradition der Posener Sommer- und Winterkonzerte fort, die sein Vorgänger Oskar Hackenberger, später ebenfalls Armee- bzw. Heeresmusikinspizient ins Leben rief. Gleichzeitig wirkte Berdien im Posener Orchesterverein mit. Ab 1910 stellte Berdiens Musikkorps das musikalische Programm für das frisch errichtete Posener Theater. Im Repertoire standen Werke von hoher Komplexität, darunter die Opern „Parsifal“ und „Der Ring des Nibelungen“. Des Weiteren gestaltete Berdien Konzerte der Militärmusik im städtischen Zoo mit. Sein Name stand auf der Liste von drei Preisträgern des Wettbewerbs, der vom V. Armeekorps ausgeschrieben wurde.

### Erster Weltkrieg
Nach dem Ausbruch des Ersten Weltkrieges wurde Adolf Berdien am 2. August 1914 zum Obermusikmeister befördert und zog mit seinem Regiment in den Krieg. Während des Krieges schrieb er das Lied der Combres-Streiter nach dem Text von Rudolf Herzog in Erinnerung an die Schlacht um die Combres-Höhe von 1915. Das Stück wurde später zum Regimentslied.

### Reichswehr
Bei der Reichswehr leistete Obermusikmeister Berdien seinen Militärdienst zunächst im Musikkorps des II. Bataillons des 16. (Preußischen) Infanterie-Regiments in Hannover und ab 1925 im Musikkorps des III. Bataillons des 9. (Preußischen) Infanterie-Regiments in Berlin-Spandau. Diese Stelle in der Nähe der Reichshauptstadt brachte Berdien seinen Ruf als künstlerisch begabten Musikkorpsleiter nicht zuletzt aufgrund seiner Schallplattenaufnahmen, die er mit seinem Klangkörper für solche namhaften Plattenmarken wie Electrola, Deutsche Grammophon, Kristall und Telefunken machte. Zu seinem Repertoire gehörten neben verschiedenen deutschen und internationalen Märschen auch Stücke blasmusikalischer Literatur wie Charakterstücke, Walzer, Kirchenlieder sowie andere Piecen.

### Wehrmacht
Bis 1936 setzte Obermusikmeister Berdien seine militärische Laufbahn in Spandau fort. Ab dem 26. April 1935 wurde er zur Ausbildung der Militärmusiker an die Staatliche akademische Hochschule für Musik in Berlin-Charlottenburg abkommandiert, wo er Lehrer für Komposition und Tonsatz war. Im selben Jahr wurde Obermusikmeister Berdien zum neu aufgestellten Infanterie-Regiment 67, dessen Standort ebenfalls in Spandau lag, versetzt. Im Herbst 1935 leitete Berdien auf der Dietrich-Eckart-Bühne in Berlin die Uraufführung des Konzerts für Trautonium und Blasorchester von Harald Genzmer, wobei einer der Erfinder des Trautoniums, Oskar Sala als Solist mitwirkte.
Am 1. April 1936 erfolgten die Beförderung Berdiens zum Stabsmusikmeister sowie seine Abkommandierung zum Reichskriegsministerium. Beim Abschiedskonzert im Zoologischen Garten wurde die Berdien gewidmete Festmusik von dem nachmaligen Leiter des Stabsmusikkorps der Bundeswehr in Siegburg Gerhard Scholz-Rothe, der als Musiker der Regimentskapelle der 67er diese komponierte und selbst dirigierte, uraufgeführt. Für die Olympischen Spiele in Berlin schreib Adolf Berdien die Olympia-Fanfare. Darauffolgend wurde Berdien 1936 zum Heeresmusikinspizienten befördert und am 22. Februar 1937 zum Professor an seiner Musikhochschule ernannt. 1938 folgte die Beförderung zum Heeresobermusikinspizienten. Im selben Jahr schrieb Professor Berdien sein bekanntestes Werk, den Marsch Junge Soldaten.
Vom 1. Februar 1943 bis zum 6. Juli 1944 wurde Berdien aufgrund einer Erkrankung vom Stabsmusikmeister Ernst Krauße vertreten. 1944 nach 50-jährigem Militärdienst wurde Heeresobermusikinspizient Professor Adolf Berdien in den Ruhestand versetzt. Die Hochschule würdigte seinem Professor mit einer Feierstunde ein großes Abschiedskonzert. Auf dem Konzertprogramm standen sowohl alter Meister wie Händel, Weber und Beethoven, als auch Repräsentanten sinfonischer Blasmusik von Paul Höffer, Fried Walter und Hermann Grabner. Zum Abschluss ertönte der Marsch Junge Soldaten unter persönlicher Leitung des Komponisten.
Adolf Berdien starb am 21. September 1954 in Lüchow.

## Werke

### Werke für Blasorchester
- 1936 Olympia-Fanfare
- 1938 Junge Soldaten (Marsch)

### Lieder
- 1915 Lied der Combres-Streiter (T.: Rudolf Herzog)
- 1937 Mit Sang und Klang durch die Straße entlang (Marschliederfolge)

### Hörbeispiele
- Junge Soldaten auf YouTube, aufgenommen vom Heeresmusikkorps 5, Koblenz; Leitung: Georg Czerner.
- Königgrätzer Marsch auf YouTube, aufgenommen vom verstärkten Musikkorps des Infanterie-Regiments 67, Berlin-Spandau; Leitung: Adolf Berdien.